# Barbara Broccoli
Pour les articles homonymes, voir Broccoli.
Barbara Broccoli [ˈbɑːb(ə)ɹə ˈbɹɒkəli] est une productrice anglo-américaine de cinéma et de théâtre née le 18 juin 1960 à Los Angeles.
Elle est  particulièrement connue pour avoir été durant trente ans, de 1995 à 2025, la coproductrice des films James Bond. Elle et son demi-frère Michael G. Wilson en ont hérité la gestion de son père, le producteur Albert R. Broccoli. Ils s'affairent alors à raviver la marque, dont les derniers films ont été des déceptions commerciales, et réalisent un grand coup avec GoldenEye (1995), qui relance l'intérêt pour l'espion. En tout, Broccoli et Wilson produisent huit films James Bond, dont Skyfall (2012), grand succès critique et commercial qui devient le premier film James Bond à dépasser le milliard de dollars au box-office.
Broccoli a également produit de nombreuses pièces de théâtre et comédies musicales, ainsi que plusieurs films non liés à James Bond. En 2024, elle reçoit de l'académie des Oscars du cinéma le prix Irving G. Thalberg Memorial Award, décerné en hommage à sa gestion de la franchise d'espionnage.

## Biographie

### Enfance et formation
Barbara Broccoli est la fille du producteur Albert R. Broccoli et de l'actrice américaine Dana Wilson Natol. Dès l'adolescence, elle se rend utile sur les tournages des films de son père.
En 1995, elle et son demi-frère Michael G. Wilson héritent d'Albert la gestion de la licence de films James Bond. Cette responsabilité la rend concrètement décisionnaire de chaque étape de production des films, de l'approbation du choix des acteurs à la relecture des dialogues en passant par la sélection des supports de promotion.

### Gestion de la franchiseJames Bond
Broccoli et Wilson forment un duo complémentaire dans leur gestion de la franchise. Broccoli a la réputation d'être la plus dure en affaires des deux, et d'être généralement celle qui dirige la production.
À l'époque où ils en récupèrent les rênes, la franchise est vacillante et Albert Broccoli mourant. Sa fille et son beau-fils parviennent à débloquer un budget de 60 millions de dollars pour réaliser GoldenEye, qui est un large succès commercial avec un box-office mondial de 356 millions de dollars.
C'est Barbara Broccoli qui repère l'acteur Daniel Craig au début des années 2000, alors plutôt coutumier du théâtre et du cinéma indépendant, et qui commence à l'envisager comme nouvel interprète de James Bond ; elle cite une scène très précise du film Elizabeth qui le voit marcher de manière déterminée le long d'un couloir et que la productrice juge extrêmement charismatique. Elle aborde Craig pour discuter du rôle en 2004, lorsque tous deux se croisent aux funérailles de la directrice de casting Mary Selway. 
En 2008, elle est nommée officier de l'ordre de l'Empire britannique (OBE).
Broccoli et son demi-frère reçoivent de l'Académie des Oscars un Irving G. Thalberg Memorial Award en novembre 2024, en hommage à leurs trois décennies de supervision de la franchise James Bond.
En février 2025, elle annonce céder la direction créative de James Bond à l'entreprise Amazon. D'après la presse spécialisée, le milliardaire Jeff Bezos aurait ordonné à ses équipes de faire le nécessaire pour convaincre financièrement Broccoli de céder ses derniers droits sur la franchise après avoir appris que la productrice l'injuriait en privé ; la transmission de la direction créative se serait faite en échange d'un milliard de dollars.

### Autres activités de productrice
Barbara Broccoli officie comme productrice ou coproductrice sur plusieurs autres films que James Bond, ainsi que pour des pièces de théâtre à Londres et à New York.
En mars 2022, elle et son demi-frère sont ainsi les coproducteurs d'une adaptation de Macbeth à Broadway avec Daniel Craig dans le rôle-titre. Au cours de l'année 2024, des spécialistes de l'industrie rapportent que Barbara Broccoli, qui soutient un nouveau projet de Craig, pourrait servir de levier de négociation avec des investisseurs en prévoyant le tournage d'un futur film James Bond au Moyen-Orient,.

## Filmographie
- 1987 : Tuer n'est pas jouer (The Living Daylights) de John Glen
- 1989 : Permis de tuer (Licence to Kill) de John Glen
- 1995 : GoldenEye de Martin Campbell
- 1996 : Le Crime du siècle (Crime of the Century) de Mark Rydell (téléfilm)
- 1997 : Demain ne meurt jamais (Tomorrow Never Dies) de Roger Spottiswoode
- 1999 : Le monde ne suffit pas (The World Is Not Enough) de Michael Apted
- 2002 : Meurs un autre jour (Die Another Day) de Lee Tamahori
- 2006 : Casino Royale de Martin Campbell
- 2008 : Quantum of Solace de Marc Forster
- 2012 : Skyfall de Sam Mendes
- 2014 : Radiator (en) de Tom Fisher
- 2014 : The Silent Storm de  Corinna McFarlane
- 2015 : 007 Spectre (Spectre) de Sam Mendes
- 2017 : Film Stars Don't Die in Liverpool de Paul McGuigan
- 2018 : Nancy de Christina Choe
- 2020 : Le Rythme de la vengeance (The Rhythm Section) de Reed Morano
- 2021 : Mourir peut attendre de Cary Joji Fukunaga
- 2022 : Emmett Till (Till) de Chinonye Chukwu

## Distinction
- 2024 : Oscars du cinéma : Irving G. Thalberg Memorial Award